# Pia Lamberty

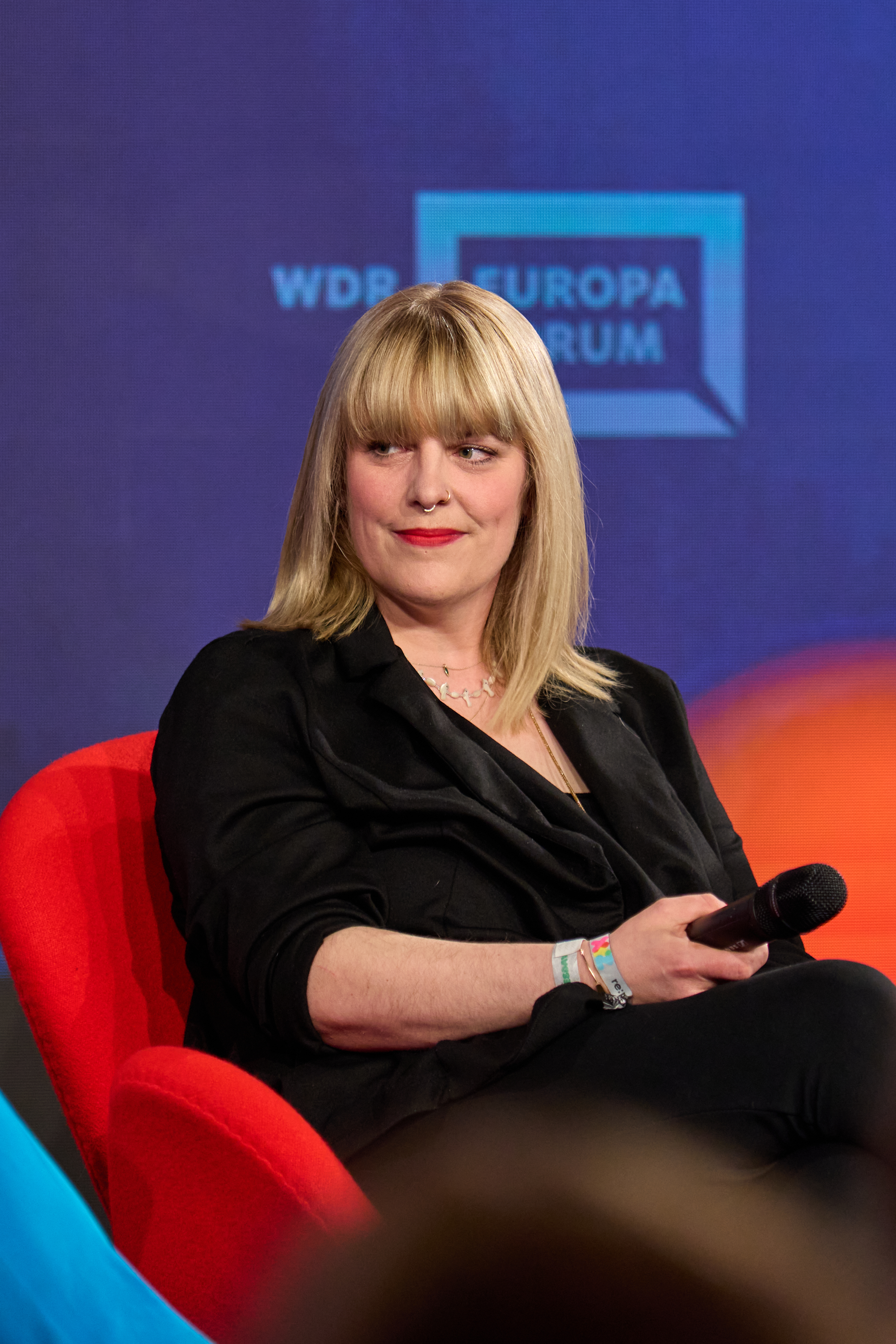
Pia Lamberty, 2025

Pia Lamberty (* 1984 in Groß-Gerau) ist eine deutsche Sozialpsychologin, die zu Verschwörungsideologien forscht. Sie ist seit März 2021 Mitglied der Geschäftsführung der gemeinnützigen Organisation CeMAS – Center für Monitoring, Analyse und Strategie. Seit November 2016 ist sie Doktorandin der Abteilung für Sozial- und Rechtspsychologie an der Johannes Gutenberg-Universität Mainz. Zusammen mit Katharina Nocun veröffentlichte sie 2020 das Sachbuch Fake Facts – Wie Verschwörungstheorien unser Denken bestimmen und 2021 True Facts – Was gegen Verschwörungserzählungen wirklich hilft.

## Leben
Pia Lamberty absolvierte zunächst ein Bachelorstudium in Literaturwissenschaften und Philosophie an der RWTH Aachen. In dieser Zeit war Lamberty studienbegleitend als studentische Mitarbeiterin am Zentrum für Lern- und Wissensmanagement und am Lehrstuhl für Informationsmanagement im Maschinenbau tätig. Anschließend absolvierte sie ein Masterstudium in Komparatistik und Kulturpoetik an der WWU Münster.
Ferner absolvierte sie von 2011 bis 2014 ein Bachelorstudium in Psychologie an der Fernuniversität Hagen und schloss dieses mit dem Bachelor of Science ab. Ihr daran anschließendes Masterstudium der Psychologie mit den Schwerpunkten Social Cognition und Medienpsychologie schloss sie 2016 an der Universität zu Köln mit dem Master of Science ab. Im Rahmen ihrer Masterarbeit beschäftigte sie sich mit dem Thema „Uncovering hidden agencies: The Role of Trust and Control in the development of conspirational thinking“.
Im Anschluss war sie als wissenschaftliche Mitarbeiterin am Social Cognition Center Cologne der Universität Köln tätig. Sie arbeitete am Projekt Seventy Years Later: Historical Representations of the Holocaust and their effects on German-Israeli Relations. Von 2016 bis 2018 war Lamberty wissenschaftliche Mitarbeiterin im Fachbereich Sozial- und Rechtspsychologie der Johannes-Gutenberg-Universität Mainz. Von 2018 bis 2019 absolvierte sie einen Forschungsaufenthalt bei David Leiser an der Ben-Gurion-Universität im Negev in Beʾer Scheva (Israel).
Ab November 2016 war sie Doktorandin an der Johannes Gutenberg-Universität Mainz. Sie schloss die Promotion 2023 ab. Lamberty ist Mitglied im internationalen Fachnetzwerk Comparative Analysis of Conspiracy Theories.
Im Jahre 2021 begründete sie das von der Alfred Landecker Foundation für drei Jahre finanzierte CeMAS – Center für Monitoring, Analyse und Strategie mit, das interdisziplinäre Expertisen zu den Themen Verschwörungsideologien, Desinformation, Antisemitismus und Rechtsextremismus bündelt.

## Forschung
Pia Lamberty erforscht, wie Menschen aus der „Mitte der Gesellschaft“ durch Verschwörungstheorien radikalisiert werden und die Demokratie insgesamt ablehnen. Dabei seien Männer mit einem eher niedrigen formalen Bildungsgrad besonders anfällig dafür, an Verschwörungsmythen zu glauben. Grund sei aber nicht fehlende Intelligenz, sondern eher das Gefühl, von der Gesellschaft abgehängt worden zu sein. Außerdem könne man weltweit beobachten, dass Menschen, die sich tendenziell politisch rechts verorten, eher dazu neigen, an Verschwörungserzählungen zu glauben. Aber auch in linken Szenen seien Verschwörungsmythen zu finden. Beispielsweise bringe das Impf-Thema impfkritische, links-alternative Eltern, Esoteriker und Menschen aus der extremen Rechten zusammen. Der Glaube an Verschwörung sei sehr weit verbreitet. Fast jeder fünfte Deutsche glaube an Verschwörungserzählungen zum Thema Impfung. Ein Drittel glaube, dass Politiker nur Marionetten von dahinterstehenden Mächten seien. Insbesondere in krisenhaften Situationen, die unkontrollierbar erscheinen, wie zum Beispiel in der Zeit der COVID-19-Pandemie, griffen Menschen auf Verschwörungsnarrative zurück, so Lamberty. Der Verschwörungsglaube mache unübersichtliche Sachverhalte scheinbar greifbar. Daher könne man Verschwörungserzählungen als „Umgangsstrategie zur Lebensbewältigung“ betrachten. „Aus der Forschung wissen wir, dass in Situationen, die einen Kontrollverlust und Ohnmachtsgefühle hervorrufen, Menschen stärker an Verschwörungen glauben“, sagt Lamberty. „Dass sie versuchen, lose Enden zu Mustern zu verbinden, um eben diesen Kontrollverlust zu kompensieren.“
Lamberty und Nocun lehnen in ihrem Buch den Begriff der „Verschwörungstheorie“ ab, da dieser Wissenschaftlichkeit suggeriere, wo keine sei. Sie schlagen vor, von „Verschwörungsmythen“ und „Verschwörungsnarrativen“ zu sprechen.
Eine besondere Rolle spielen Lambertys Ansicht nach antisemitische Narrative, die von den Verschwörungsgläubigen laufend aktualisiert werden. „Während lange Zeit vor allem Illuminaten oder Bilderberger im Fokus standen, wurde in den letzten Jahren der Philanthrop George Soros zum Gegenstand von vielen antisemitischen Mythen. Welche Gefahr von solchen Verschwörungsmythen ausgeht, hat man nicht nur am rechtsextremen Terroranschlag in Halle letztes Jahr [2019] sehen können. Bei der Verschwörungsmentalität sprechen wir von einem generalisierten Misstrauen, einer Vorurteilsstruktur gegenüber all den Personen und Gruppen, die als mächtig wahrgenommen werden. Dies trifft auf die Wissenschaft oder die Medien zu, aber eben auch auf soziale Gruppen. Juden wurden und werden häufig mit Macht assoziiert und werden daher oft zum Gegenstand von Verschwörungserzählungen. Diese Überlappung von Verschwörungsdenken und Antisemitismus zeigt sich auch in empirischen Studien.“
Lamberty warnte vor gefährlichen Auswirkungen, die eine Verschwörungsmentalität mit sich bringen könne. Im schlimmsten Fall könne der Verschwörungsglauben zur Legitimation für terroristische Anschläge werden: „Das haben wir in Halle gesehen, das haben wir in Hanau gesehen.“

## Rezeption
Interviews und Berichte über ihre Forschung sind in zahlreichen nationalen und internationalen Medien erschienen (u. a. „Tagesschau“, „Report München“, Bild, SWR, WDR, Focus, SonntagsZeitung, Vice). Alexander Kluy vom Standard schrieb, das „gut geschriebene, flott zu lesende, wissenschaftlich fundierte Buch“ Fake Facts komme zur rechten Zeit. „Nocun und Lamberty nehmen sich Apokalyptiker, Finanzmythen, Krebsmythen vor, linke und esoterische Mythologeme. Nur das Schlusskapitel mit praktischen Ratschlägen für den Umgang mit Verschwörungsgläubigen fällt ab, wie so häufig der Fall bei analytisch starken Abhandlungen.“
Julia Bähr von der Frankfurter Allgemeinen Zeitung schrieb in ihrer Rezension des Buches: „Wo es so konkret wird, ist ‚Fake Facts‘ besonders lehrreich. Denn es gehört zum Nachdenken über Verschwörungserzählungen, den Grad an Absurdität derselben miteinzubeziehen. Ob man sich mit dem Gedanken wohl fühlt oder nicht: Dass sich ein nicht zu vernachlässigender Teil der Gesellschaft von jeglicher Ratio abkoppelt, ist ein Phänomen, das man im Auge behalten sollte. Nicht nur akademisch, sondern auch persönlich. Die Autorinnen geben Empfehlungen, wie man auf Betroffene im Bekanntenkreis reagieren sollte – und keine davon lautet, sie zu ignorieren.“
Matthias Meisner vom Tagesspiegel beurteilte das Werk als „faktenreiches und gut recherchiertes“ Buch. „Angesichts der sich seit Jahresanfang überschlagenden Ereignisse gebührt den Autorinnen höchstes Lob, dass sie auch auf die Mythen rund um Covid-19 präzise eingehen. Und damit auf die Kruditäten von ‚Hygiene-Demos‘ und Versammlungen von ‚Corona-Rebellen‘.“
Im August 2020 machte Pia Lamberty in einem „Tagesschau“-Interview bekannt, wegen ihrer Forschung in den sozialen Medien regelmäßig attackiert, mit dem Tode bedroht und „häufig sexuell beleidigt“ zu werden.
Im Mai 2021 porträtierte die Süddeutsche Zeitung Lamberty und thematisierte ausführlich die Hassnachrichten, die sie insbesondere infolge der Proteste gegen Schutzmaßnahmen zur COVID-19-Pandemie in Deutschland aus dem verschwörungsideologischen Umfeld erhielt.

## Veröffentlichungen (Auswahl)
Fachzeitschriftenartikel (peer reviewed)
- Roland Imhoff, Pia Lamberty: Too special to be duped: Need for uniqueness motivates conspiracy beliefs. In: European Journal of Social Psychology. 2017, doi:10.1002/ejsp.2265
- Pia Lamberty, J. H. Hellmann, Aileen Oeberst: The winner knew it all? Conspiracy beliefs and hindsight perspective after the 2016 US general election. In: Personality and Individual Differences. Band 123, 2018, S. 236–240.
- Roland Imhoff, Pia Lamberty, Olivier Klein: Using power as a negative cue: how conspiracy mentality affects epistemic trust in sources of historical knowledge. In: Personality and Social Psychology Bulletin. Band 44, Nr. 9, 2018, S. 1364–1379.
- Pia Lamberty, Roland Imhoff: Powerful Pharma and Its Marginalized Alternatives? In: Social Psychology. Band 49, Nr. 5, 2018, S. 255–270, doi:10.1027/1864-9335/a000347
- P. Hasbún López, B. Martinović, M. Bobowik, X. Chryssochoou, A. Cichocka, A. Ernst‐Vintila, …, Pia Lamberty: Support for collective action against refugees: The role of national, European, and global identifications, and autochthony beliefs. In: European journal of social psychology. 2019.
- Pia Lamberty, Roland Imhoff: From Sperm to Fatherhood: An Experimental Approach to Determinants of Paternal Responsibility. In: Archives of Sexual Behavior. 2019, S. 1–12.

Buchkapitel
- Roland Imhoff, Pia Lamberty: Nachahmung solidarischen Verhaltens oder Wiedergutmachung für xenophobe Übergriffe. In: Anette Rohmann, Stefan Stürmer, Helen Landmann (Hrsg.): Die Flüchtlingsdebatte in Deutschland: Sozialpsychologische Perspektive. Peter Lang, 2018.
- Roland Imhoff, Pia Lamberty: Die Geheimniswitterer. In: Carsten Könneker (Hrsg.): Fake oder Fakt? Wissenschaft, Wahrheit und Vertrauen. Springer, 2018.
- Jonas H. Rees, Pia Lamberty: Mitreißende Wahrheiten: Verschwörungsmythen als Gefahr für den gesellschaftlichen Zusammenhalt. In: Andreas Zick, Beate Küpper, Wilhelm Berghan (Hrsg.): Verlorene Mitte – Feindselige Zustände. Rechtsextreme Einstellungen in Deutschland 2018/19. 2019, S. 203–222

Bücher 
- mit Katharina Nocun: Fake Facts: Wie Verschwörungstheorien unser Denken bestimmen, Quadriga, Köln 2020, ISBN 978-3-86995-095-2
- mit Katharina Nocun: True Facts: Was gegen Verschwörungserzählungen wirklich hilft. Quadriga, Köln 2021, ISBN 978-3-7517-1571-3.
- mit Katharina Nocun: Gefährlicher Glaube. Die radikale Gedankenwelt der Esoterik, Quadriga, Köln 2022, ISBN 978-3-86995-111-9.

## Auszeichnungen und Stipendien
2016
- 1. Platz beim Masterarbeitspreis, Department Psychologie der Universität Köln, 2016
- Förderung eines Forschungsaufenthalts am Center for Social and Cultural Psychology CP 122, Université libre de Bruxelles bei Olivier Klein durch das Short Term Scientific Mission (STSM) Programm der Cost Action IS 1205: Social psychological dynamics of historical representations in the enlarged European Union

2018
- Promotionsstipendium Friedrich-Ebert-Stiftung
- 10-monatiges Minerva Fellowship (bei David Leiser, Ben-Gurion-Universität im Negev, Israel)
- Minerva Short-Term Research Grant (bei David Leiser, Ben-Gurion-Universität im Negev, Israel)

2020
- Bad Herrenalber Akademiepreis[26]

2023
- Madsackpreis (zusammen mit Katharina Nocun)[27]